# Mars 1944
Les événements concernant la Seconde Guerre mondiale sont détaillés dans l'article Mars 1944 (Seconde Guerre mondiale).

## Événements
- Le président colombien López présente sa démission pour raisons familiales. Une grève civique organisée par la classe ouvrière pour exprimer son soutien l'oblige à poursuivre son mandat.
- Les Japonais reculent dans le Pacifique.

- 1er mars : une grève spontanée qui éclate à Milan se répand rapidement dans toute l’Italie du Nord.

- 4 mars : Rupture des relations diplomatiques entre les États-Unis et l'Argentine.

- 7 au 12 mars : bombardements aériens alliés sur Le Mans, Chartres et Tours.

- 14 mars : l’Union soviétique établit des relations diplomatiques avec le gouvernement italien de Badoglio.

- 15 mars : programme du Conseil national de la Résistance (CNR).

- 16 mars : Déat nommé secrétaire d'État.

- 16 mars au 29 mars : éruption du Vésuve qui a de nouveau détruit Massa et San Sebastiano al Vesuvio.

- 17 mars :
  - Entrevue orageuse de Klessheim-Obersaltzberg entre Miklós Horthy et Hitler, à l’issue de laquelle les troupes allemandes occupent la Hongrie par crainte d’un rapprochement du pays avec les Alliés (19 mars).
  - Négociation du Caire entre la Roumanie et les Alliés[1] : cessation des combats contre l’Union soviétique, déclaration de guerre à l’Allemagne, libre passage des troupes alliées en Roumanie et réparations en contrepartie de la restitution de la Transylvanie du Nord. Le Premier ministre roumain Ion Antonescu refuse les propositions du Caire.

- 22 mars : suicide de Pierre Brossolette pour ne pas céder sous les tortures de la Gestapo.

- 23 mars : avec le consentement d’Horthy, les Allemands installent un gouvernement, qu'ils contrôle plus étroitement, dirigé par Döme Sztójay. Celui-ci se lance dans une campagne de terreur contre tous les dissidents et les Juifs hongrois dont plusieurs centaines de milliers sont déportés (premier convoi sur Auschwitz le 28 avril).

- 24 mars : massacre des Fosses ardéatines. Les Allemands exécutent 335 otages à la suite d’un attentat à Rome Via Rasella contre un détachement de SS.

- 25 mars : la première bombe guidée, VB-1 Azon, est utilisée opérationnellement par des bombardiers B-24 appartenant à la 15th USAAF.

- 26 mars : miliciens et Allemands donnent l'assaut au maquis des Glières en Haute-Savoie.

- 30 - 31 mars : bombardement de Nuremberg.

## Naissances en mars 1944
- 1er mars : Roger Daltrey, chanteur de rock britannique.
- 2 mars : Ahmed Benaïssa, acteur algérien († 20 mai 2022).
- 3 mars : René Jetté, généalogiste.
- 5 mars : Michel Perrin, enseignant-chercheur (latiniste).
- 6 mars : Mary Wilson, chanteuse américaine († 8 février 2021).
- 17 mars : Pattie Boyd, mannequin et photographe britannique.
- 19 mars : Mouloud Achour, écrivain algérien d'expression française († 24 décembre 2020).
- 23 mars : Patrick Floersheim, acteur et comédien de doublage vocal français († 4 mars 2016).
- 24 mars : Han Myung-sook, femme politique coréenne, ancien premier ministre de la Corée du Sud.
- 26 mars : Diana Ross, chanteuse et actrice américaine.
- 29 mars : 
  - Terry Jacks, chanteur et environnementaliste.
  - Nana Akufo-Addo, président de la République du Ghana de 2017 à 2025.
- 31 mars : Pascal Danel, chanteur et compositeur français († 25 juillet 2024).

## Décès en mars 1944
- 3 mars : Paul-Émile Janson, homme politique belge (° 30 mai 1872).
- 5 mars :
  - Max Jacob, poète français.
  - Constant Montald, peintre et sculpteur belge (° 4 décembre 1862).
- 9 mars : Arthur Roy Brown, aviateur.
- 19 mars : Édouard de Castelnau, général français (° 24 décembre 1851).
- 26 mars : Jules Ruhfel, résistant français (° 2 août 1909).
- 31 mars : 
  - Pierre Khantine, résistant français (° 18 décembre 1915).
  - Max Tourailles, résistant français (° 19 février 1911).